# Jacques Mitsch
Jacques Mitsch est un réalisateur français né le 2 mai 1956 à Toulon.

## Biographie
Il a fait des études de biologie puis de cinéma (ESAV Toulouse) et travaille régulièrement pour la télévision (France 3, Canal+ et ARTE) depuis 1985, notamment pour des documentaires. Il a réalisé une quinzaine de courts-métrages.
Il reçoit en 2006 deux prix à l'occasion du 28e Festival du court-métrage de Clermont-Ferrand pour son film Le Mammouth Poblaski (prix du public et prix Attention Talent). Après avoir été nommé une première fois aux César du cinéma en 1992 pour son documentaire Herman Heinzel, ornithologue,  il est de nouveau nommé en 2007 pour Le Mammouth Pobalski, dans la catégorie meilleur court-métrage.
« La force comique de Jacques Mitsch se situe entre un humour intemporel, lunaire, à la Tati, et une fantaisie débridée, plus rabelaisienne [...] Lorsqu’un genre s’avère trop étroit pour lui permettre de s’exprimer pleinement, Jacques Mitsch n’hésite pas à inventer des genres, tel le docupérette (documentaire doublé de l’opérette) pour raconter l’histoire d’un père tyrannique envers sa fille. Le travail des musiciens, l’accordéon, les différents paroliers (chansons et fiction) et le ton faussement documentaire donnent le la : Jacques Mitsch est un chef d’orchestre qui parvient à créer une harmonie avec des instruments pourtant discordants. Mettre en scène, c’est pour lui rechercher le point de décalage dans le langage cinématographique qui permettra de faire surgir l’univers poétique, quelque part entre la réalité et l’imaginaire ». 
En 2013, il réalisa un documentaire sur l'histoire des ours Cannelle et Papillon, derniers ours de souche pyrénéenne. Il a suivi toutes les étapes de leur préparation au muséum d'histoire naturelle de Toulouse.
Il devient membre de l'Académie des sciences, inscriptions et belles-lettres de Toulouse le 3 octobre 2019.

## Filmographie

### Documentaires
- 1999 : Le point de vue de l’échassier
- 2001 : Le bœuf mangeur de serpents / Cryptopuzzle
- 2002 : Sur la piste de Goliath
- 2005 : Gangsters de la science
- 2006 : Fumel de feu, de fer, de rock
- 2006 : Les Grands duels du sport – Cesta Punta : Éric Irastorza/Alex Rekalde
- 2010 :  L’Esprit des plantes
- 2011 : Une histoire naturelle du rire
- 2012 : La ruée vers l'os
- 2013 : On l'appelait Cannelle
- 2014 : Animaux Médecins
- 2017 : Le fils de Neandertal ou le secret de nos origines
- 2019 : Le Blob, un génie sans cerveau
- 2021 : À l’écoute de la nature (série)
- 2022 : Les super pouvoirs de la musique
- 2023 : Bach pour tous
- 2024 : Homo animalis
- 2024 : Drôle de trame
- 2025 : Le chagrin des animaux

### Téléfilms
- 2009 : Almasty, la dernière expédition.

### Courts métrages
- 1985 : Profession Godardt, coréalisation Nicole Marie,
- 1986 : Profession supporter / Alain Lasserre, taxidermiste: mention documentaire Clermont-Ferrand 1987 / Madame Rini / Miaou,
- 1987 : La visite au musée,
- 1988 : Jour de chasse, sélection Clermont-Ferrand 1989,
- 1989 : Hermann Heinzel ornithologue, sélection Clermont-Ferrand 1990
- 1991 : Bonjour je vais à Toulouse, Prix Novaïs Texeira 1992
- 1997 : Le Petit Frère d'Huguette, Prix spécial du Jury (ex æquo) et Prix du public Clermont-Ferrand 1998
- 2000 : Le gendarme à la retraite
- 2002 : L'usine s'engage, Prix Spécial du Jury Clermont-Ferrand 2003.
- 2005 : Le Mammouth Pobalski, Prix du Public et Prix Attention Talent Fnac Clermont-Ferrand 2006.
- 2015 : Le mari, la femme, le cochon et l'amant

## Festivals
- 2006 : Jury du Festival européen du court métrage de Bordeaux
- 2006 : Jury du Festival de courts métrages de Saint-Benoit de la Réunion
- 2008 : Jury du Festival de courts métrages international de Clermont-Ferrand